# Oberdorf im Burgenland
Oberdorf im Burgenland (węg. Őrállás) – gmina w Austrii, w kraju związkowym Burgenland, w powiecie Oberwart. 1 stycznia 2014 liczyła 1,01 tys. mieszkańców.